# Harmonie Wierden
Harmonie Wierden is een koninklijke onderscheiden Nederlandse muziekvereniging te Wierden met circa 120 leden, opgericht in 1920 en aangesloten bij de Koninklijke Nederlandse Federatie van Muziekverenigingen.
Ze bestaat uit een A-orkest, B-orkest, C-orkest, slagwerkensemble, jeugddrumband en AMV-groep. Het A-orkest bestaat uit ongeveer 50 muzikanten en komt sinds 27 november 2004 uit in de eerste divisie (voorheen vaandelafdeling).
De stichting Muziekcommissie Harmonie Wierden (opgericht in 1976) is eigenaar van het eigen verenigingsgebouw, opgericht door vrijwilligers in 1960 en uitgebreid in 1980, 2012 en 2019. Zij is grotendeels zelfbedruipend door de verhuring van haar gebouw en de ophaling van oud papier door vrijwilligers. In 2019 opende aan de mollebeltsweg in Wierden een nieuwe oud papier brengplaats.